# Les Survivants (film, 2015)
Pour plus de détails, voir Fiche technique et Distribution.
Les Survivants (Après la fin au Québec) est un film américano-islandais de science-fiction réalisé par Craig Zobel (en), sorti en 2015. Il s'agit de l'adaptation du roman  Z comme Zachariah de Robert C. O'Brien.

## Synopsis
Dans une bourgade américaine, Ann Burden survit à la Troisième Guerre mondiale. Elle pense alors être la dernière humaine sur la Terre, lorsqu'elle rencontre John Loomis, un scientifique. Leur relation se fragilise à l'arrivée d'un troisième survivant, Caleb. Les deux hommes se disputent l'affection d'Ann.

## Fiche technique
Sauf indication contraire, les informations mentionnées dans cette section peuvent être confirmées par la base de données cinématographiques IMDb,  présente dans la section « Liens externes ».
- Titre original : Z for Zachariah
- Réalisation : Craig Zobel (en)
- Scénario : Nissar Modi et Pall Grimsson, d'après le roman Z for Zachariah de Robert C. O'Brien
- Direction artistique : Matthew Munn
- Décors : Ken Turner
- Costumes : Bob Buck
- Montage : Jane Rizzo
- Musique : Heather McIntosh
- Photographie : Tim Orr
- Production : Sophia Lin, Tobey Maguire, Skuli Fr. Malmquist, Matthew Plouffe, Sigurjon Sighvatsson et Thor Sigurjonsson
- Sociétés de production : Lucky Hat Entertainment, Material Pictures, Palomar Picture et Zik Zak Kvikmyndir
- Sociétés de distribution : Roadside Attractions
- Pays :  Islande,  Suisse et  États-Unis
- Langue originale : anglais
- Format : couleur - 2,35:1 - son Dolby numérique
- Genre : Drame, science-fiction post-apocalyptique
- Durée : 95 minutes
- Dates de sortie : 
  -  États-Unis : 24 janvier 2015 (festival du film de Sundance 2015)
  -  États-Unis : 21 août 2015

## Distribution
- Margot Robbie (VQ : Catherine Brunet) : Ann Burden
- Chris Pine (VQ : Jean-François Beaupré) : Caleb
- Chiwetel Ejiofor (VQ : Marc-André Bélanger) : John Loomis

Version Française
- Société de doublage : Cinélume Post-Production Inc.
- Direction Artistique : Joey Galimi
- Adaptation : Sophie Delorme

Source et légende : Version française (VF) sur carton du doublage français

## Production

### Développement
Le scénario est l'adaptation cinématographique du roman homonyme de Robert C. O'Brien (de son vrai nom Robert Leslie Conly), publié en 1974.

### Choix des interprètes
En mai 2013, Amanda Seyfried, Chris Pine et Chiwetel Ejiofor rejoignent la distribution du film. En janvier 2014, il est révélé que Margot Robbie remplace Amanda Seyfried

### Tournage

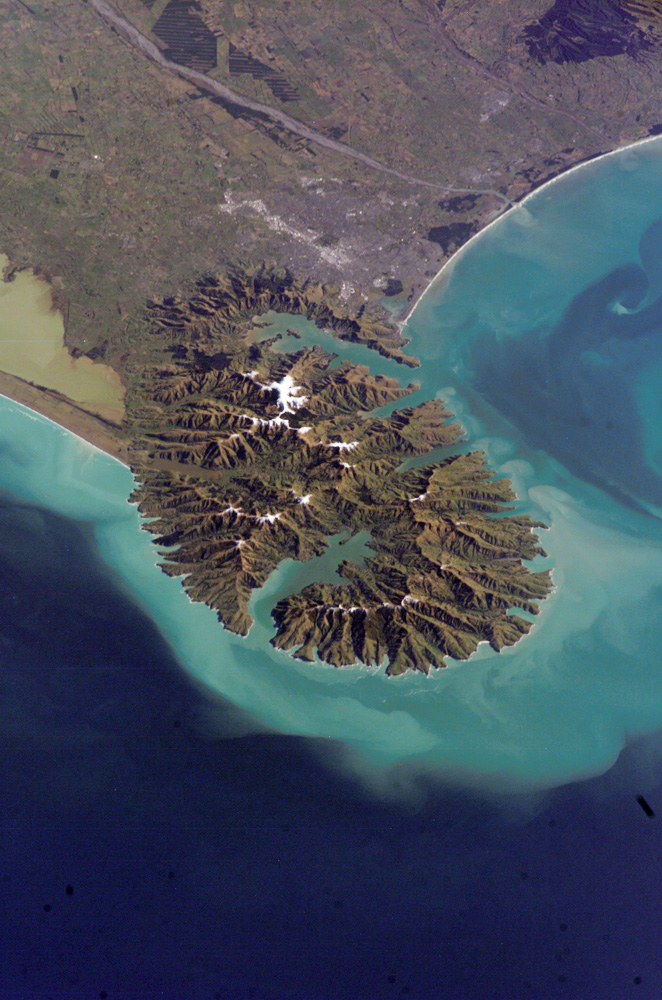
Image satellite de la péninsule de Banks.

Le tournage débute le 27 janvier 2014 dans la région de Canterbury en Nouvelle-Zélande, notamment dans la ville de Christchurch,. Il a également lieu dans la péninsule de Banks.
Le 1er mars 2014, Chris Pine est arrêté pour conduite en état d'ivresse après une soirée arrosée dans un bar de Methven. Il est suspendu de permis pendant 6 mois et doit payer une amende de 93 NZ$,.

## Exploitation
En France le film n'a pas été distribué en salle. Il est sorti directement en DVD le 2 décembre 2015 sous le titre Les Survivants.

## Distinctions

### Nominations et sélections
- Festival du film de Sundance 2015 : sélection US Dramatic Competition